# Primorsk (Leningrad)
Primorsk (russisch Приморск, finnisch Koivisto, schwedisch Björkö) ist eine russische Küstenstadt mit 6334 Einwohnern (Stand 1. Januar 2024). Sie liegt an der Nordküste des finnischen Meerbusens, 140 km westlich von Sankt Petersburg und gehört zum Rajon Wyborg der Oblast Leningrad.

## Geschichte
Der Ort wurde erstmals im Jahre 1268 in einer russischen Chronik unter dem Namen Берёзовское (Berjosowskoje, „Birkendorf“) erwähnt. Schweden eroberte die Region während des dritten schwedischen Kreuzzuges unter Torgils Knutsson, im Frieden von Nystad fiel sie an Russland. Von 1920 bis zur Annexion durch die Sowjetunion nach dem Winterkrieg 1940 gehörte sie als Koivisto zum unabhängig gewordenen Finnland. Im Fortsetzungskrieg war der Ort von 1941 bis 1944 von finnischen Truppen besetzt.
Im Juli 1905, kurz nach der den Russisch-Japanischen Krieg entscheidenden Seeschlacht von Tsushima, trafen sich hier Kaiser Wilhelm II. und Zar Nikolaus II., um mit einem persönlichen Vertrag von Björkö europäische Bündnispolitik zu treiben. Kaiser Wilhelm II. wollte eine „Einkreisung“ Deutschlands durch das russisch-französische Bündnis abwenden. Doch der Versuch im Alleingang scheiterte.
Im 20. Jahrhundert entwickelte sich die Stadt zum Außenhafen von Wyborg.

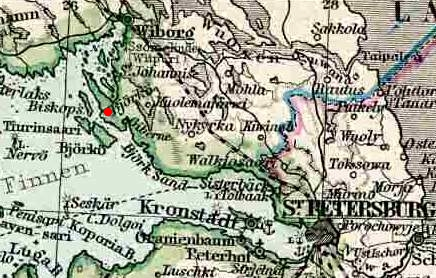
Lage von Björkö (seit 1948 Primorsk) am Finnischen Meerbusen (aus: Stielers Handatlas, Ausgabe 1891)
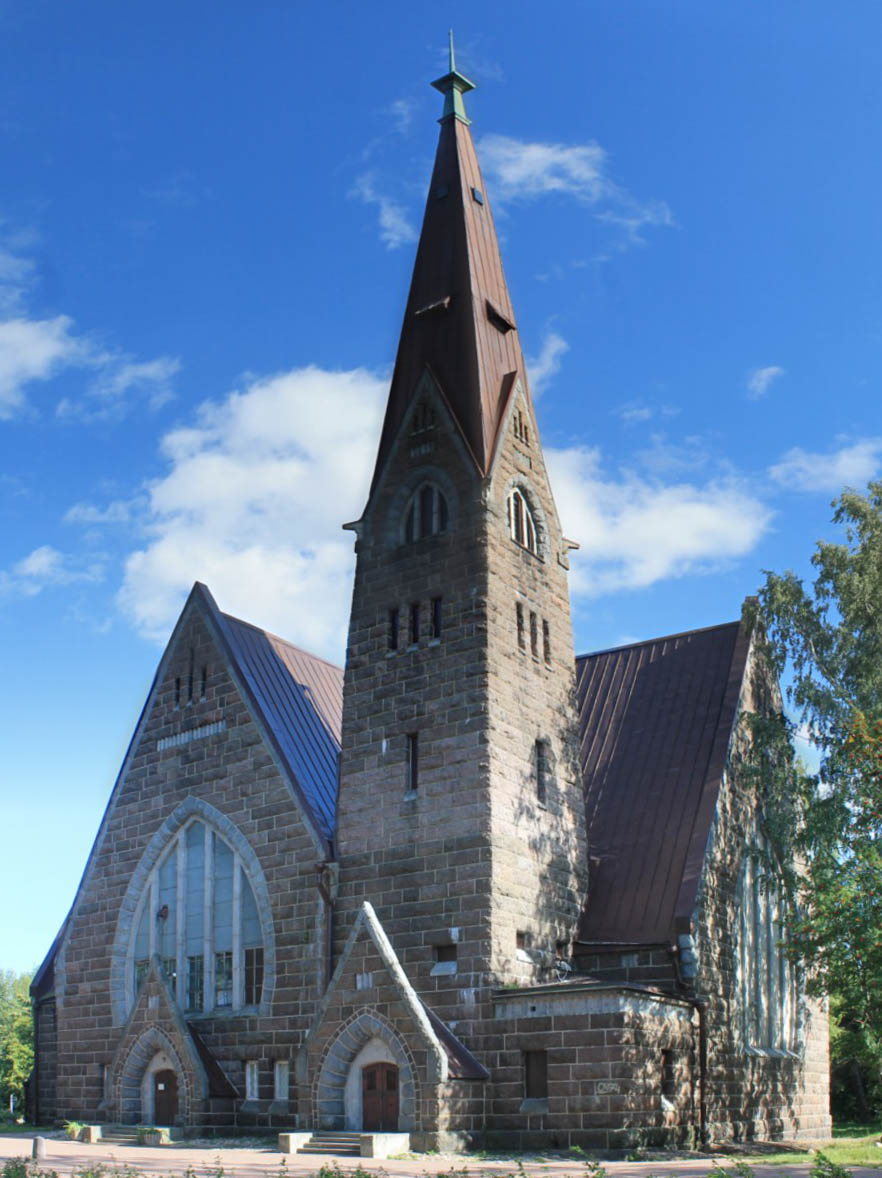
Evangelische Maria-Magdalena-Kirche in Primorsk, Architekt Josef Stenbäck, erbaut von 1902 bis 1904 im Stil der finnischen Nationalromantik
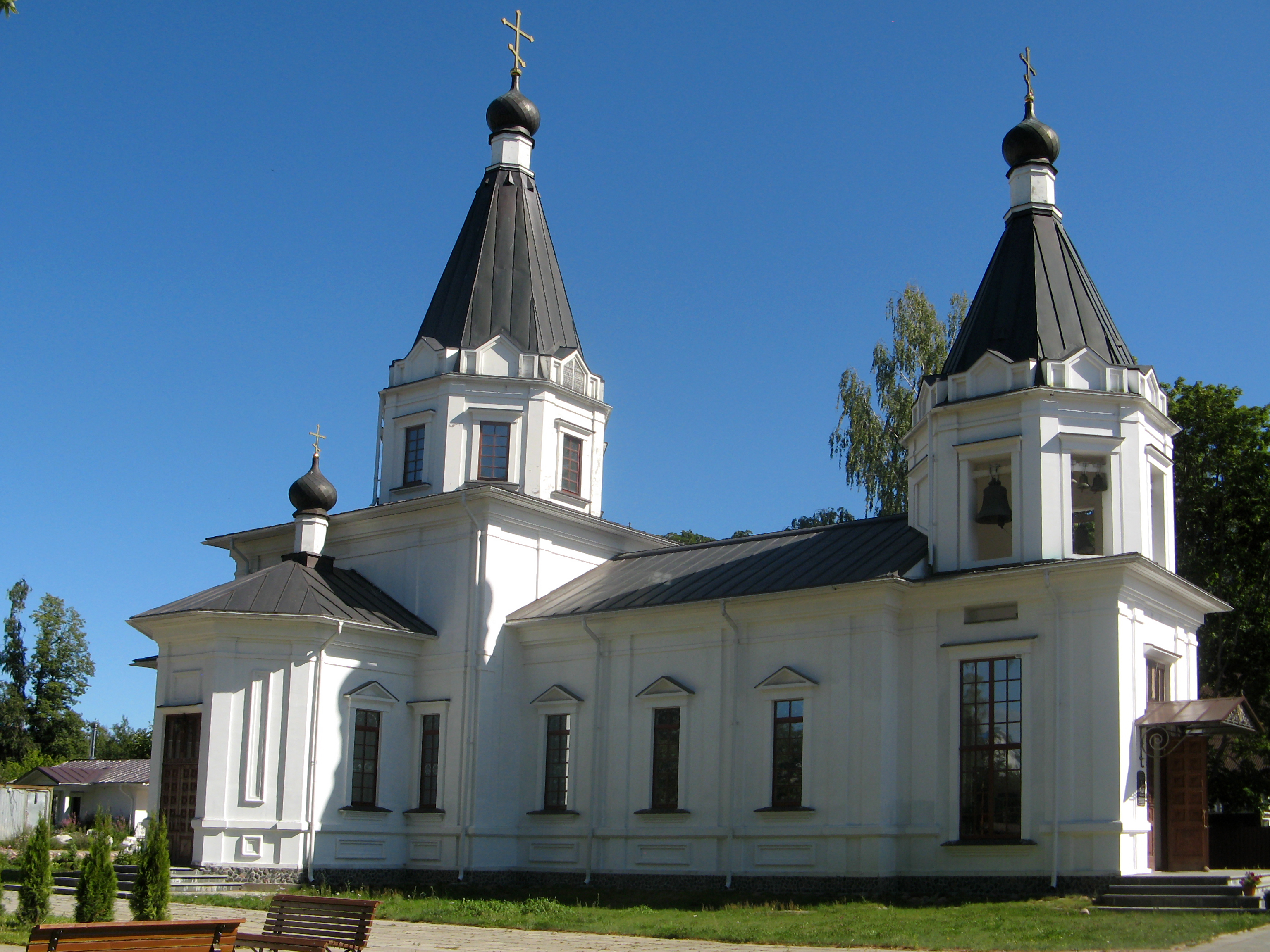
Orthodoxe Kirche der Neuen Märtyrer und Bekenner Russlands in Primorsk, erbaut von 2006 bis 2010
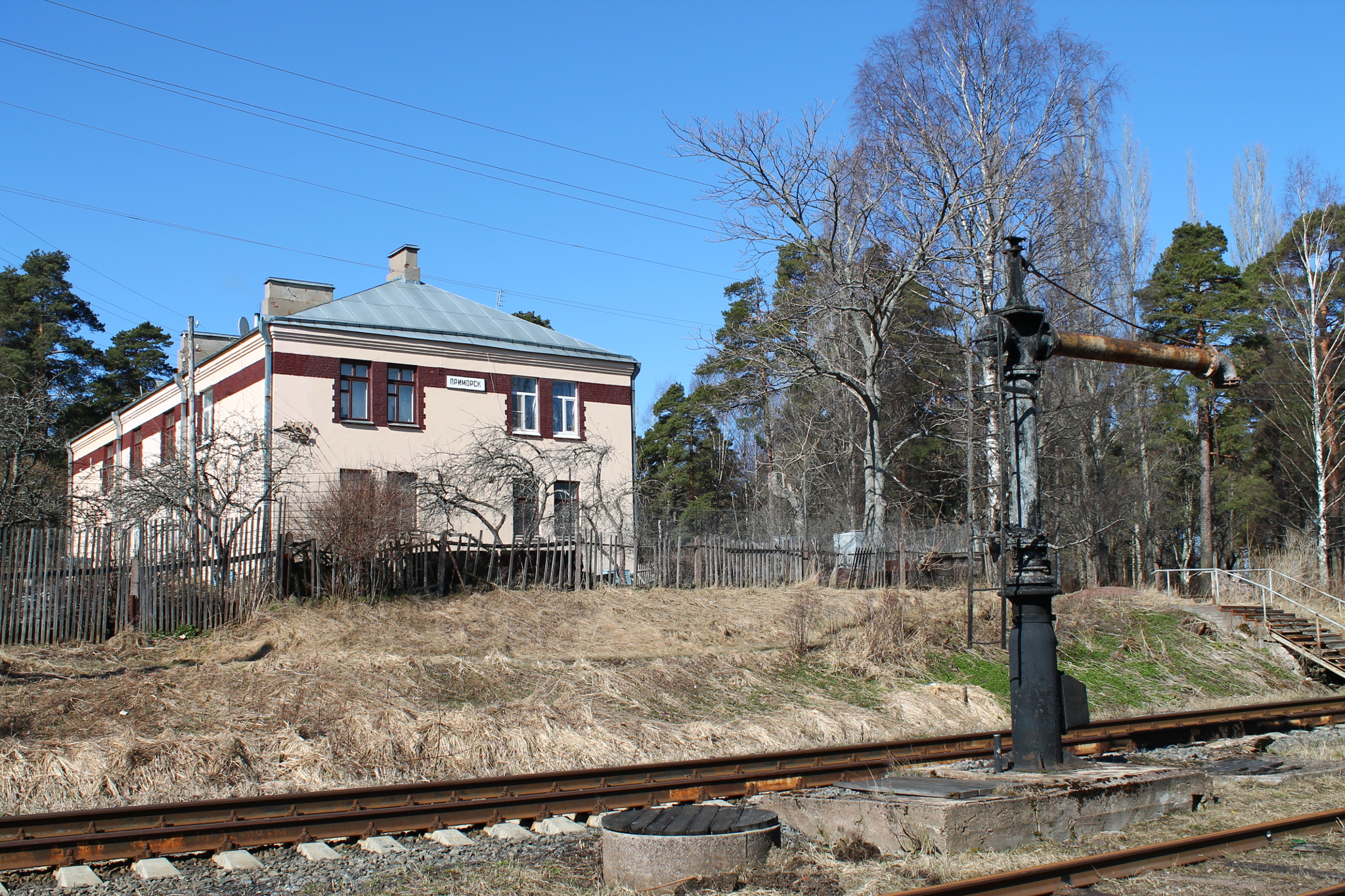
Am Bahnhof Primorsk

Bevölkerungsentwicklung
| Jahr | Einwohner |
| ---- | --------- |
| 1959 | 3897      |
| 1970 | 5521      |
| 1979 | 6258      |
| 1989 | 6637      |
| 2002 | 5332      |
| 2010 | 6119      |

Anmerkung: Volkszählungsdaten

## Der Hafen von Primorsk
In Primorsk befindet sich der größte Ölverladehafen der Ostsee. Primorsk ist seit 2001 westlicher Endpunkt des Baltischen Pipelinesystems. Im Hafen von Primorsk können gleichzeitig vier Erdöltanker beladen werden. Angesichts des Streites mit Belarus um den Erdöltransit nach Westeuropa gewinnt dieser Hafen an Bedeutung.
Gegenüber dem Hafen Primorsk liegt das unter die Ramsar-Konvention fallende Vogelschutzgebiet „Berjosowyje ostrowa“, die Birkeninseln.

## Söhne und Töchter der Stadt
- Arvo Peussa (1900–1941), finnischer Leichtathlet
- Pentti Karvonen (1931–2022), finnischer Hindernisläufer
- Matti Maisala (* 1931), finnischer Ruderer
- Eino Kirjonen (1933–1988), finnischer Skispringer
- Mauno Maisala (* 1933), finnischer Ruderer
- Voitto Soini (* 1938), finnischer Eishockeyspieler